# Stade d'Épidaure
Le Stade d'Épidaure est un stade antique faisant partie du sanctuaire d'Asclépios à Épidaure, en Argolide dans le dème d'Épidaure en Grèce.

## Description
Le stade mesure 180,7 m de long pour 20,6 m de large. les gradins dont certains sont taillés dans le rocs sont préservés.
Le stade est bordé de rigoles d'écoulement des eaux pluviales. Il est jalonné de bornes espacées de 32 m. Les lignes de départ et d'arrivée sont matérialisées par des dalles de pierre.
Un couloir souterrain voûté, à travers le talus, permettait l'accès des athlètes depuis le gymnase. Ce couloir a été comblé.

## Histoire
Le stade a été construit à la fin du IVe siècle av. J.-C., il était utilisé pour les Jeux asclépiens qui se déroulaient tous les quatre ans à Épidaure en l'honneur du dieu grec de la médecine Asclépios.
Les jeux ont duré jusqu'au Bas-Empire romain, IIIe siècle, au cours duquel ils auraient été abandonnés progressivement. 